# 貝塚啟明
貝塚啟明（日语：／ Kaiduka Keimei，1934年2月16日—2016年10月25日）是，日本經濟學家（財政學，金融論）。

## 生平
京都府出身。1956年，東京大學經濟學部畢業。1962年，東京大學大學院社會科學研究科博士課程修完。1976年，東京大學經濟學部教授。1992年，東京大學經濟學部長。歷任財政制度等審議會，金融審議會，社會保障審議會各會長。
2016年10月25日去世，享年82岁。。

## 著作
- 『財政支出の經濟分析』創文社 数量經濟學選書 1971
- 『經濟政策の課題』東京大學出版會 UP選書 1973
- 『財政學』（東京大學出版會、1988年）
- 『財政學』放送大學教育振興會 1991
- 『日本の財政金融』（有斐閣、1991年）
- 『金融論』（放送大學教育振興會、1991年）